# JMX

JMX의 구조

JMX(Java Management eXtensions)는 응용 프로그램(소프트웨어)/객체/장치 (프린터 등) 및 서비스 지향 네트워크 등을 감시 관리를 위한 도구를 제공하는 자바 API이다. 응용 프로그램(소프트웨어)/객체/장치, 서비스 지향 네트워크는 MBean(Managed Bean)이라는 객체로 표현된다.

## 버전 역사
| JMX 버전 | 발표 | 자바 플랫폼 | 중요한 변화 |
| -------- | ---- | ----------- | ----------- |
| JMX 2.0  |      |             | JSR 255     |
| JMX 1.2  |      | Java EE 5   | JSR 3       |
| JMX 1.1  |      |             | JSR 3       |
| JMX 1.0  |      |             | JSR 3       |

## 같이 보기
- Jini
- 네트워크 관리
- 간이 망 관리 프로토콜